# Frea brunnea
Frea brunnea là một loài bọ cánh cứng trong họ Cerambycidae.